# Lille Métropole Futsal
Ne doit pas être confondu avec Mouvaux Lille Métropole Futsal.
Maillots
Lille Métropole Futsal est un club français de futsal fondé en 2001 à Faches-Thumesnil dans le Nord. Il participe au Championnat de France Futsal.

## Histoire

### AMJ Fache-Thumesnil
L'Association des jeunes majeurs de Faches-Thumesnil est fondé en 2001 par Najim Feraoun, et connaît cinq montées en six ans.
Monté en Division d'honneur (DH) de la Ligue des Hauts-de-France pour la saison 2007-2008, l'équipe entraînée par Najim Feraoun termine quatrième.
En 2008-2009, le groupe et son gardien Joévin Durot met fin à l'hégémonie des clubs de Roubaix sur le futsal régional et devance les trois équipes roubaisiennes en DH. En parallèle, l'AMJFT termine deuxième de sa poule de Challenge national, obtenant son billet pour le premier championnat de France de futsal, et manque de peu la phase finale de Coupe de France.
Pour cette première édition, l'AMJ est placé dans la poule A et en termine septième avec la quatrième meilleure attaque, à quinze points des play-offs et quatorze de la relégation.
En 2010-2011, bien que terminant troisième, Faches est à neuf points de la phase finale et même 29 unités du Sporting Paris qui domine le groupe A. Le reste du championnat est serré et, depuis le podium, l'équipe n'est qu'à huit points de la zone rouge.
Pour l'exercice 2011-2012, toujours dans la poule A comprenant la majorité des clubs du Nord de la France, l'AMJ finit quatrième à 31 points du premier, qualifié joue la finale.
Au terme de l'édition 2012-2013, la moitié des équipes sont reléguées pour former la nouvelle Division 2 tandis que le championnat de France passe en D1 à poule unique. L'AMJ termine huitième, son plus mauvais résultat, et est relégué.
Pour la nouvelle D2 2013-2014, Faches reste en poule A et termine quatrième à dix points du premier, seul promu, et autant de la relégation à l'échelon régional. En 2014-2015, l'équipe descend à la sixième position avant d'enchaîner trois septième place consécutives.
En 2018, l'AMJFT fusionne avec le Lille Football Faubourg de Béthune pour donner le Lille Faches Football. L'AMJ Fache-Thumesnil est radié de la FFF début juillet 2018.

### Lille Faches Futsal
Le premier exercice 2018-2019 du nouveau club est assez difficile sur tous les plans.
Le club effectue un bon début de saison 2019-2020, figurant entre les seconde et quatrième places du classement jusqu’en février et ce, en dépit d’un retrait de deux points de pénalité pour non présence d’un entraîneur diplômé sur le banc en championnat.

## Structure

### Statut juridique et légal
Le Lille Métropole Futsal est un club sportif, régi par la loi sur les associations établie en 1901. Le club est affilié sous le n°582703 à la Fédération française de football. Il appartient de plus à la Ligue de football des Hauts-de-France et au district des Flandres.
Les joueurs ont soit un statut bénévole, amateur ou de semi-professionnel sous contrat fédéral.

### Salles
Le Lille Métropole Futsal évolue dans les salles de Fives Cail et  jardin des Sports. L'équipe première évolue à Fives Cail.

### Identité et image
| AMJ Fache-Thumesnil (2001-2018) | AMJ Fache-Thumesnil (2001-2018) | AMJ Fache-Thumesnil (2001-2018) | AMJ Fache-Thumesnil (2001-2018) | AMJ Fache-Thumesnil (2001-2018) | AMJ Fache-Thumesnil (2001-2018) |  |  | Lille FFB (2011-2018) | Lille FFB (2011-2018) | Lille FFB (2011-2018) | Lille FFB (2011-2018) | Lille FFB (2011-2018) | Lille FFB (2011-2018) |  |  |
| AMJ Fache-Thumesnil (2001-2018) | AMJ Fache-Thumesnil (2001-2018) | AMJ Fache-Thumesnil (2001-2018) | AMJ Fache-Thumesnil (2001-2018) | AMJ Fache-Thumesnil (2001-2018) | AMJ Fache-Thumesnil (2001-2018) |  |  | Lille FFB (2011-2018) | Lille FFB (2011-2018) | Lille FFB (2011-2018) | Lille FFB (2011-2018) | Lille FFB (2011-2018) | Lille FFB (2011-2018) |  |  |
|                                 |                                 |                                 |                                 |                                 |                                 |  |  |                       |                       |                       |                       |                       |                       |  |  |
|                                 |                                 |                                 |                                 | Lille Faches F. (2018-2020)     |                                 |  |  |                       |                       |                       |                       |                       |                       |  |  |
|                                 |                                 |                                 |                                 |                                 |                                 |  |  |                       |                       |                       |                       |                       |                       |  |  |
|                                 |                                 |                                 |                                 | Lille Métropole Futsal          |                                 |  |  |                       |                       |                       |                       |                       |                       |  |  |

L'AMJ Fache-Thumesnil évolue en bleu et blanc. En 2018, l'AMJFT fusionne avec le Lille Football Faubourg de Béthune pour donner le Lille Faches Football. En juin 2020, le conseil d'administration décide de modifier le nom du club qui devient Lille Métropole Futsal.

Faches futsal
Faches futsal
Lille Faches Futsal
Lille Métropole Futsal

## Palmarès

### Titres et trophées
- Division d'honneur Nord-Pas-de-Calais (1)
  - Champion : 2009

### Bilan par saison
| Saison                 | Championnat                                       | Championnat          | Championnat          | Championnat          | Championnat          | Championnat          | Championnat          | Championnat          | Championnat          | Championnat          | Coupe de France         |
| Saison                 | Division                                          | Class.               | Pts                  | M                    | V                    | N                    | D                    | Bp                   | Bc                   | Diff.                | Coupe de France         |
| AMJ Faches-Thumesnil   | AMJ Faches-Thumesnil                              | AMJ Faches-Thumesnil | AMJ Faches-Thumesnil | AMJ Faches-Thumesnil | AMJ Faches-Thumesnil | AMJ Faches-Thumesnil | AMJ Faches-Thumesnil | AMJ Faches-Thumesnil | AMJ Faches-Thumesnil | AMJ Faches-Thumesnil | AMJ Faches-Thumesnil    |
| ---------------------- | ------------------------------------------------- | -------------------- | -------------------- | -------------------- | -------------------- | -------------------- | -------------------- | -------------------- | -------------------- | -------------------- | ----------------------- |
| 2001-2002              |                                                   |                      |                      |                      |                      |                      |                      |                      |                      |                      |                         |
| 2002-2003              |                                                   |                      |                      |                      |                      |                      |                      |                      |                      |                      |                         |
| 2003-2004              |                                                   |                      |                      |                      |                      |                      |                      |                      |                      |                      |                         |
| 2004-2005              |                                                   |                      |                      |                      |                      |                      |                      |                      |                      |                      |                         |
| 2005-2006              |                                                   |                      |                      |                      |                      |                      |                      |                      |                      |                      |                         |
| 2006-2007              |                                                   |                      |                      |                      |                      |                      |                      |                      |                      |                      |                         |
| 2007-2008              | DH Nord-Pas-de-Calais                             | 4e                   |                      |                      |                      |                      |                      |                      |                      |                      |                         |
| 2008-2009              | DH Nord-Pas-de-Calais Challenge national - grp. B | 1er 2e/6             | 17 pts               | 5                    | 4                    | 0                    | 1                    | 35                   | 24                   | +11                  | Demi-finales nationales |
| 2009-2010              | Championnat de France - grp. A                    | 7e/12                | 55 pts               | 22                   | 10                   | 3                    | 9                    | 116                  | 92                   | +24                  | ?                       |
| 2010-2011              | Championnat de France - grp. A                    | 3e/12                | 49 pts               | 20                   | 10                   | 0                    | 10                   | 82                   | 88                   | -6                   | ?                       |
| 2011-2012              | Championnat de France - grp. A                    | 4e/12                | 55 pts               | 22                   | 9                    | 6                    | 7                    | 106                  | 96                   | +10                  | ?                       |
| 2012-2013              | Championnat de France - grp. A                    | 8e/12                | 48 pts               | 20                   | 8                    | 4                    | 8                    | 73                   | 74                   | -1                   | ?                       |
| 2013-2014              | Division 2 - grp. A                               | 4e/10                | 47 pts               | 18                   | 9                    | 2                    | 7                    | 84                   | 77                   | +7                   | ?                       |
| 2014-2015              | Division 2 - grp. A                               | 6e/11                | 48 pts               | 20                   | 9                    | 1                    | 10                   | 106                  | 98                   | +8                   | finale régionale        |
| 2015-2016              | Division 2 - grp. A                               | 7e/10                | 34 pts               | 16                   | 5                    | 3                    | 8                    | 67                   | 66                   | +1                   | finale régionale        |
| 2016-2017              | Division 2 - grp. A                               | 7e/10                | 21 pts               | 18                   | 6                    | 3                    | 9                    | 89                   | 106                  | -17                  | 8e de finale            |
| 2017-2018              | Division 2 - grp. A                               | 7e/10                | 22 pts               | 18                   | 7                    | 1                    | 10                   | 87                   | 104                  | -17                  | 8e de finale            |
| Lille Faches Futsal    |                                                   |                      |                      |                      |                      |                      |                      |                      |                      |                      |                         |
| 2018-2019              | Division 2 - grp. A                               | 7e/10                | 21 pts               | 18                   | 7                    | 0                    | 11                   | 88                   | 106                  | -18                  | 16e de finale           |
| 2019-2020              | Division 2 - grp. A                               | 4e/10                | 23 pts               | 12                   | 7                    | 2                    | 3                    | 60                   | 51                   | +9                   | 32e de finale           |
| Lille Métropole Futsal |                                                   |                      |                      |                      |                      |                      |                      |                      |                      |                      |                         |
| 2020-2021              | Division 2 - grp. A                               | non-jouée            | non-jouée            | non-jouée            | non-jouée            | non-jouée            | non-jouée            | non-jouée            | non-jouée            | non-jouée            | non-jouée               |
| 2021-2022              | Division 2 - grp. A                               | 5e/10                | 24 pts               | 18                   | 8                    | 0                    | 10                   | 67                   | 77                   | -10                  | 16e de finale           |

## Personnalités

### Dirigeants
| Période     | Nom            |
| ----------- | -------------- |
| ?           | Youcef Benamar |
| depuis 2018 | Majid Jabour   |

Lors de la saison 2008-2009 qui voit l'AMJFT remporter son championnat régional et terminer deuxième de sa poule de Challenge national, Youcef Benamar est le président et aussi jouer de l'équipe.
À la suite de la fusion donnant le Lille Faches Football, Majid Jabour, fondateur en 2011 et président du Lille Football Faubourg de Béthune, garde ce rôle au sein de la nouvelle structure.

### Entraîneurs
| Période     | Nom                 |
| ----------- | ------------------- |
| 2001 à 2015 | Najim Feraoun       |
| 2015 à 2018 | Gabriel Ouanane     |
| 2018-2019   | Najim Feraoun       |
| 2019        | Frédéric Duponcheel |
| 2020        | S. Dainan           |
| depuis 2020 |                     |

En 2001, Najim Feraoun fonde l'AMJ Faches-Thumesnil destiné à occuper les jeunes du quartier. Il en est l'entraîneur et de victoires en succès, le club passe du championnat de district à la première division. Il permet au club de connaître cinq montées en six ans, de remporter le titre régional en 2009 et de terminer deuxième de sa poule en Challenge national qui permet d'intégrer le nouveau championnat de France. En septembre 2015, il rejoint le voisin Douai Gayant à la recherche d'un entraîneur titulaire du brevet d'entraîneur.
Lors des saisons suivantes, le belge Gabriel Ouanane est entraîneur de l'équipe,.
En janvier 2018, fondateur et ex-entraîneur du club, Najim Feraoun est de retour à la tête de l’équipe première.
Pour la saison 2019-2020, Frédéric Duponcheel, ancien international français, devient entraîneur de l'équipe fanion. Mais dès le mercato hivernal, les coaches Duponcheel et Benslama quittent le club. Dainan arrive alors sur le banc.

### Joueurs notables
En 2008-2009, les joueurs majeurs de l'équipe qui remporte le championnat régional et termine deuxième de sa poule de Challenge national sont le gardien Joévin Durot, Omar Zanzan, Saïd Lalb et Abdelatif Tuzani.
En janvier 2013, le gardien international français Riad Karouni part cette fois au Nord, à Faches-Thumesnil, pour augmenter ses chances de participer à la Division 1 à poule unique mis en place la saison suivante. Mais, en fin de championnat, Faches et relégué.

## Autres équipes
En 2010, l'AMJ Faches-Thumesnil lance une section féminine adulte qui prend rapidement forme. Elle existe toujours au Lille MF.
À la suite de la fusion avec le Lille Football Faubourg de Béthune, le nouveau Lille Faches F. comprend des équipes de futsal et de football, mais uniquement chez les jeunes pour cette seconde pratique.
Lors de la saison 2019-2020, le club inscrit jeunes licenciés et plusieurs sections allant des U5 aux U11 sont lancées.